# Amblyolpium graecum
Espèce
Amblyolpium graecum est une espèce de pseudoscorpions de la famille des Garypinidae.

## Distribution
Cette espèce est endémique de Grèce. Elle se rencontre dans la grotte Thea Dimitra à Néa Figalía en Élide.

## Description
La femelle holotype mesure 3,3 mm.

## Étymologie
Son nom d'espèce lui a été donné en référence au lieu de sa découverte, la Grèce.

## Publication originale
- Mahnert, 1976 : Zwei neue Pseudoskorpion-Arten (Arachnida) aus griechischen Hohlen. Uber griechische Pseudoskorpione 7. Berichte naturw-med Ver Innsbruck, vol. 63, p. 177-183.